# Azorella-Halbinsel
Die Azorella-Halbinsel ist eine Halbinsel der Insel Heard im südlichen Indischen Ozean. Sie trennt die Atlas Roads und die Atlas Cove im Westen von der Corinthian Bay im Osten. Im Norden läuft sie im Rogers Head aus.
Benannt ist sie nach der Gattung Azorella aus der Familie der Doldenblütler, deren Arten zur Vegetation auf der Halbinsel gehören.